# St James' Park
St James' Park (oficiálně sponzorským názvem znám jako Sport Direct Arena) je fotbalový stadion, který se nachází v anglickém Newcastlu upon Tyne. Je domovem ligového klubu Newcastle United FC a jeho současná maximální kapacita činí 52 405 diváků.
St James' Park byl zvolen domovem Newcastlu United v roce 1892, ale fotbal se zde dříve hrál minimálně od roku 1880. V průběhu historie bylo mnoho plánů pro expanzi samotného stadionu, které mnohokrát způsobily konflikt s místními obyvateli a místní radou. I kvůli těmto událostem bylo v minulosti navrženo dvojí stěhování – a to ke konci šedesátých let, a podruhé v kontroverzním roce 1995, kdy už bylo v plánu přestěhování United do oblasti zvané Leazes Park. Nechuť k přestavbě stadionu vedla k dnešnímu výraznému výskytu nakloněných asymetrických tribun.
Mimo klubové zápasy hostil St James' Park mnoho mezinárodních zápasů jak ve fotbale tak i v ragby. Jmenovitě několik fotbalových zápasů na Letních olympijských hrách 2012, zápasy na Mistrovství Evropy ve fotbale 1996 a pár zápasů na Mistrovství světa v ragby v roce 2015.